# تصفيات كأس العالم 1998

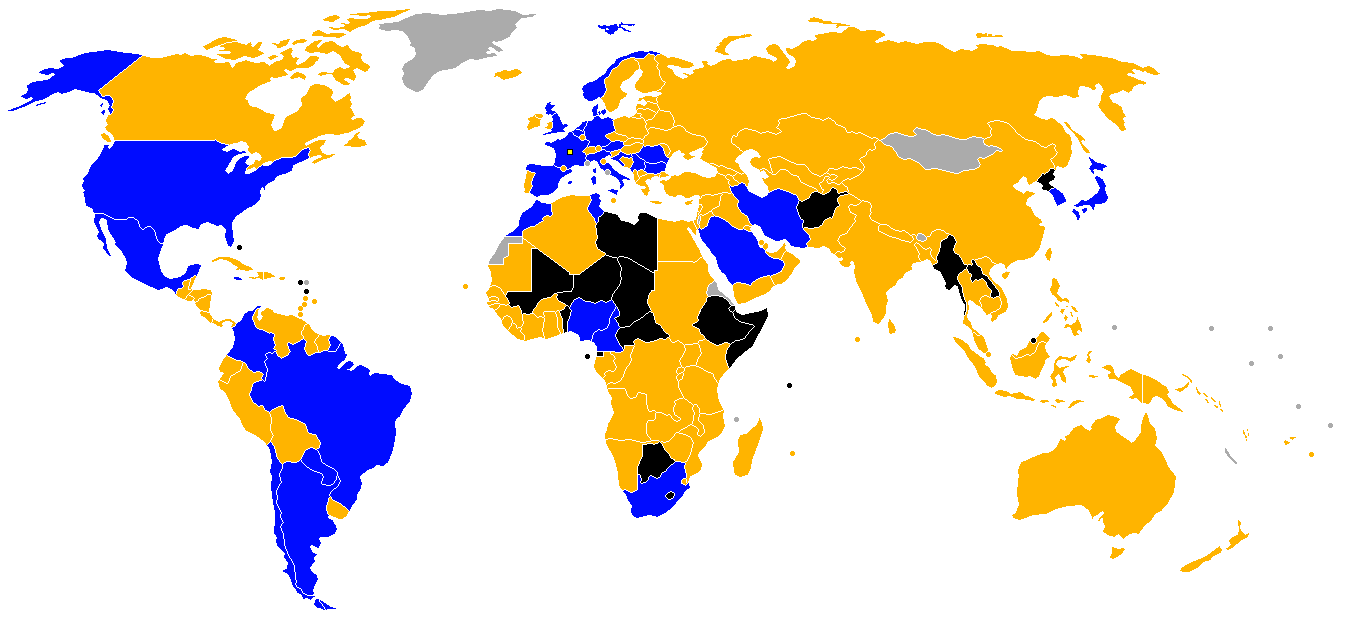
منتخبات تأهلت لكاس العالم
منتخبات فشلت في التأهل
منتخبات لم تخوض التصفيات
دول ليست أعضاء في الفيفا وقتها.

تصفيات كأس العالم لكرة القدم 1998م، هي مباريات دولية رسمية راغبة لمشاركة منتخباتها لنهائيات كأس العالم لكرة القدم والتي أستضافته فرنسا سنة 1998م، شارك في التصفيات 174 منتخباً وطنياً من قارات حول العالم، نجحت فرنسا في استضافة البطولة للمرة الثانية في تاريخه بعد سنة 1938م، تأهلت فرنسا إلى النهائيات كونها مستضيفة البطولة بالإضافة إلى البرازيل حاملة اللقب في الولايات المتحدة للمرة الرابعة في ذلك الوقت.

## المنتخبات المؤهلة إلى النهائيات
بعد تعديل جديد والتي ستشارك في النهائيات 32 منتخباً للمرة الأولى، تمكن عدداً من البلدان للتأهل إلى النهائيات في فرنسا، وهي:
- الإتحاد الأوروبي لكرة القدم

المجموعة الأولى – الدنمارك متأهل للنهائيات، ويلعب كرواتيا في الملحق الأوروبي.
المجموعة الثانية – تأهل إنجلترا إلى النهائيات، ويلعب إيطاليا في الملحق الأوروبي.
المجموعة الثالثة – تأهل النرويج إلى النهائيات، ويلعب المجر في الملحق الأوروبي.
المجموعة الرابعة – تأهل النمسا إلى النهائيات، ويلعب اسكتلندا في الملحق الأوروبي.
المجموعة الخامسة – تأهل بلغاريا إلى النهائيات، ويلعب روسيا في الملحق الأوروبي.
المجموعة السادسة – تأهل إسبانيا إلى النهائيات، ويلعب يوغسلافيا في الملحق الأوروبي.
المجموعة السابعة – تأهل هولندا إلى النهائيات، ويلعب بلجيكا في الملحق الأوروبي.
المجموعة الثامنة – تأهل رومانيا إلى النهائيات، ويلعب جمهورية إيرلندا في الملحق الأوروبي.
المجموعة التاسعة – تأهل ألمانيا إلى النهائيات، ويلعب أوكرانيا في الملحق الأوروبي.
- بعد مباراة الملحق الأوروبي تأهلت المنتخبات إلى النهائيات وهي:

1. كرواتيا
2. إيطاليا
3. بلجيكا
4. يوغسلافيا [1]

- كونميبول 1998 (أمريكا الجنوبية)

تأهلت المنتخبات الوطنية في أمريكا الجنوبية إلى النهائيات لكأس العالم في فرنسا، وهي:
1. الأرجنتين
2. باراغواي
3. كولومبيا
4. تشيلي

- كونكاكاف 1998 (أمريكا الشمالية)

تأهلت المنتخبات الوطنية في أمريكا الشمالية إلى النهائيات لكأس العالم في فرنسا، وهي:
1. المكسيك
2. الولايات المتحدة الأمريكية
3. جامايكا

- كاف 1998 (أفريقيا)

تمكنت المنتخبات الأفريقية من حجز مقعدها لنهائيات كأس العالم بمجرد إبقائها في المراكز الأولى في دور المجموعات، وهي:
1. نيجيريا (المجموعة الأولى).
2. تونس (المجموعة الثانية).
3. جنوب أفريقيا (المجموعة الثالثة).
4. الكاميرون (المجموعة الرابعة).
5. المغرب (المجموعة الخامسة).

- تصفيات آسيا لكأس العالم 98

تأهل المنتخبات الآسيوية للنهائيات كأس العالم المكونة من 4 منتخبات وطنية، أحدهما متصدران للمجموعتين والآخران تأهلتا عن طريق الملحق، وهي:
المجموعة الأولى: المملكة العربية السعودية.
المجموعة الثانية: كوريا الجنوبية.
- في المباراة القاصلة التي جمعت بين وصيف المجموعة الأولى المنتخب الإيراني ووصيف المجموعة الثانية المنتخب الياباني بتاريخ 16 نوفمبر 1997م، حيث أن قانون مباراة الملحق الآسيوي في ماليزيا، أن من سجل الهدف الذهبي يؤهل مباشرة إلى المشاركة لكأس العالم، تعادل اليابان وإيران في الأشواط الأصلية، وفي الشوط الإضافي وبالتحديد في الدقيقة 118، سجل اللاعب الياباني ماسايوكي أوكانو في مرمى المنتخب الإيراني الهدف الثالث، والتي مكنت اليابان من التأهل إلى كأس العالم، ويلعب إيران في مباراة الملحق الآسيوي الأوقيانوسي.
- أو إف سي 1998 (أوقيانوسيا)

أستراليا سيلعب في الملحق الآسيوي الأوقيانوسي.

## الملحق الآسيوي الأوقيانوسي
تأهلت إيران إلى نهائيات كأس العالم رغم التعادل الإيجابي مع أستراليا.